# الفضيلة (رواية)

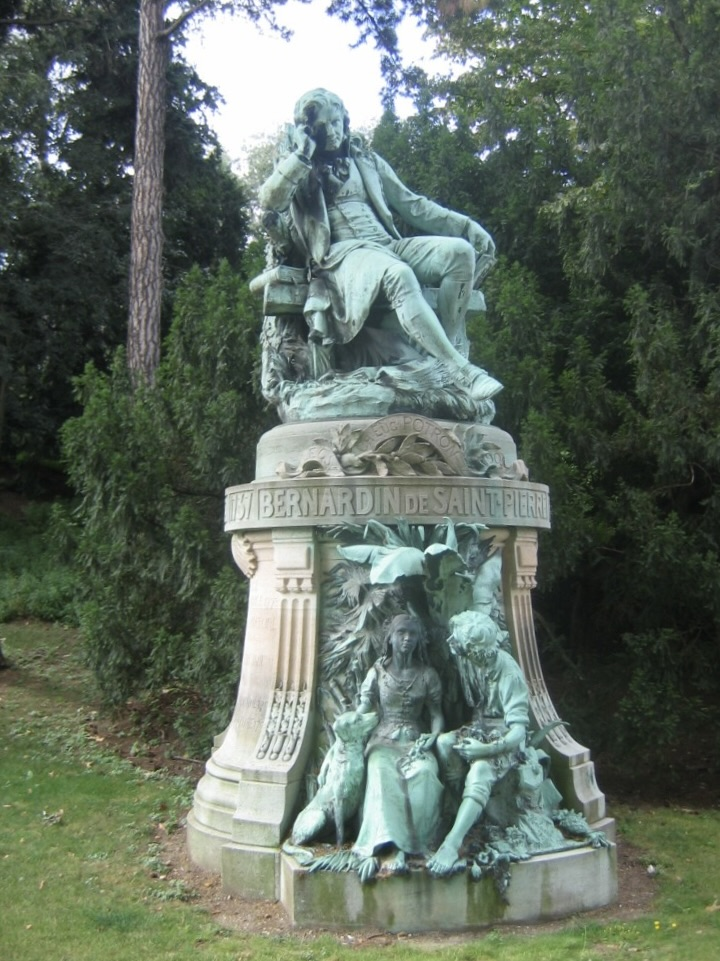

الفضيلة، (بالإنجليزية: Paul and Virginia) هي رواية للكاتب الفرنسي برناردين دو سان بيير، وتعتبر من أبرز أعماله، كُتبت في فترة ما قبل الثورة الفرنسية، ونُشرت لأول مرة عام 1788. وقام الأديب والشاعر المصري مصطفى لطفي المنفلوطي بترجمتها الى العربية. تدور أحداث الرواية حول شخصيتين رئيسيتين هما بول وفيرجيني، وهما صديقان منذ الولادة يقعان في الحب. وتحاول الرواية أن تسجل مصير هذان الطفلين الذين نشأوا في الطبيعة ولكن تم تدمير طبيعتهما بفعل العاطفة المفرطة والاصطناعية التي تتسم بها الطبقات العليا الفرنسية في أواخر القرن الثامن عشر.

## المكان في الرواية
تقع أحداث الرواية في جزيرة موريشيوس تحت الحكم الفرنسي، وكانت تُعرف آنذاك باسم "Île de France"، وتقع هذه الجزيرة في المحيط الهندي بالقرب من مدغشقر، وتعد إحدى مستعمرات فرنسا في ذلك الوقت. كانت الجزيرة تحت حكم البيض الذين استعبدوا الأفارقة السود، وهم السكان الأصليون للجزيرة. يولي الراوي اهتمامًا كبيرًا بوصف المكان وصفًا دقيقًا وماديًا، حيث يصف الجغرافيا الطبيعية للجزيرة بتفصيل، متنقلًا بين أجزائها المختلفة. يذكر الوادي داخلها، والكوخين المتهدمين خلف السور الحجري الطبيعي، الذي يفصلهم عن جبل ضخم. ثم يشير إلى أن جزيرة موريشيوس تحيط بها العديد من التضاريس، مثل القصبة التي تقع في الشرق، حيث توجد منازل السكان الأصليين، وكذلك دارة الحاكم الفرنسي والكنيسة.
ويُظهر الراوي أن الجزيرة تتعرض للأعاصير من وقت لآخر، مما يجعل الحياة فيها صعبة، ومع ذلك فقد تمكن الفرنسيون من احتلالها وحكمها. يعكس هذا الوصف المكان الصعب والمعقد الذي تعيش فيه الشخصيات، ويربطه بالحكم الاستعماري الفرنسي الذي كان له تأثير كبير على الحياة اليومية للسكان الأصليين. عاش برناردين في هذه الجزيرة لفترة من الزمن، واستلهم جزءًا من روايته من حادثة تحطم سفينة شهدها هناك.

## الشخصيات
1. هيلين دي لاثور: هي فتاة جميلة قدمت من فرنسا إلى جزيرة موريشيوس برفقة زوجها، الذي تزوجته سرًا بعد أن رفضته عائلتها. هاجرت معه إلى هذه الجزيرة النائية لتعيش معه في سلام، لكنها فقدته بعد فترة قصيرة بسبب الموت. فوجدت نفسها أرملة وحيدة في بلد غريب.
2. مرغريت: قدمت أيضًا من فرنسا إلى جزيرة موريشيوس قبل عام من وصول هيلين، بعد أن تلاعب بها أحد الرجال وحملت منه. ثم تركها الرجل وهربت بعارها إلى هذه الجزيرة النائية، مختبئة عن أعين معارفها إلى الأبد.
3. بول: هو ابن مرغريت وطفلها الوحيد، الذي نشأ دون أن يعرف والده. يتميز بول بالقوة والشجاعة، ويمتلك أخلاقًا فاضلة وهمّة عالية.
4. فرجيني: هي ابنة هيلين وصديقة بول المقربة ورفيقة طفولته. وهي فتاة رقيقة وجميلة تشبه والدتها في جمالها.
5. دومينج وماري: هما زنجيان كانا في بداية الأمر عبيدًا حتى قامت هيلين ومرغريت بتحريرهما. ثم تم تزويجهما وكان لهما دور في مساعدة العائلتين.
6. الشيخ الراوي: هو الرجل الذي عاش مع عائلتي هيلين ومرغريت، وكان مُطلعًا على جميع شؤون حياتهما. قام بتربية بول وفرجيني، واتخذهما كولدين له، وكان هو الراوي الذي ينقل لنا الأحداث في الرواية.[7]

## الأحداث
تسعى الرواية إلى تسليط الضوء على قيمة الفضيلة في المجتمع الأوروبي في ذلك العصر، حيث كان الشرف والعرض يمثلان أهمية كبيرة لدرجة أن من يفقدهما يضطر الى ترك عائلته والهجرة من وطنه خجلًا وحياءً. وقد تجسد ذلك في شخصية "مارغريت" و"مدام دي لاثور"، اللتين فقدتا شرفهما، الأمر الذي يُعتبر في نظر المجتمع جريمة كبرى. وبالنسبة لهما، كان كل ما أصابهما من مصاب وعيشٍ في الوحدة والعزلة يُعد عقابًا إلهيًا على إهمالهما للفضيلة. تتطور الحبكة لتركز على أبناء هاتين المرأتين، بول وفيرجيني، اللذان نشآ معًا في نفس المنزل وتربيا في بيئة واحدة، حيث ظلت علاقتهما نقية وطاهرة، تشبه علاقة الأخ بأخته. فقد كانت علاقتهما خالية من أي شر أو انحراف أخلاقي، لأنهما نشآ في بيئة لم تعرفهما على العلاقات المحرمة أو الأخلاق السيئة.
إلى جانب علاقة الحب بين بول وفيرجيني، تتناول الرواية أيضًا قضية أخرى وهي العبودية. فالرواية تطرح ملامح معاناة سكان الجزيرة الأصليين تحت وطأة الاستعمار، وتسلط الضوء على العلاقة بين هؤلاء السكان وبين المستعمرين البيض. يُظهر ذلك من خلال قصة الخادمة الزنجية التي هربت من سيدها الذي كان يجلدها باستمرار، وعندما عادت إليه، قام بإعادتها للجلد مرة أخرى حتى الموت، في مشهد يفضح معاناة العبيد ويجسد القسوة التي تعرضوا لها.

## السرد واللغة في الرواية
تبدأ الرواية بحوار بين شاب يجلس على صخرة متأملاً الكوخين المتهدمين، حتى يأتيه شيخ مسنّ، فيجلس معه ويحدثه عن حال البلاد التي احتلتها فرنسا. يروي الشيخ أن شعب هذه الجزيرة كان بسيطًا وسعيدًا رغم فقره، لكن سعادته انتهت مع قدوم المستعمر الذي شتت هذا الشعب وأوقعه في العبودية. ويستمر السرد عندما يروي الشيخ للشاب قصة هذين الكوخين المتهدمين ومن سكن فيهما. يوضح الشيخ أن أحد الكوخين سكنته امرأة تُدعى "مارغريت"، حملت نتيجة علاقة غير شرعية وجاءت بابنها إلى هذه الجزيرة. بعدها، وصلت امرأة أخرى تُدعى "مدام دي لاثور"، التي فقدت زوجها الذي تزوجته سرًا، وجاءت إلى الجزيرة حيث التقت بمارغريت وسكنت معها. وقد كان الشيخ في شبابه على اتصال بهما.
السرد في الرواية هو سرد استرجاعي، حيث يعود الراوي إلى الماضي ليقصّ الأحداث على لسان الشيخ الذي يجالس الشاب. أما من حيث اللغة، فإن المنفلوطي، قد استخدم لغة فصيحة وقوية، مبتعدة عن العامية، ويغلب عليها الجمال البلاغي. كما أن اللغة لم تكن ضعيفة أو معقدة، بل كانت متوازنة وسهلة الفهم. بالإضافة إلى ذلك، نجد أن هناك حضورًا واضحًا للنسق الديني في الرواية، حيث يتكرر استخدام الألفاظ ذات الدلالات الدينية، مما يضفي على الرواية بعدًا أخلاقيًا وروحيًا.

## قضية السعادة في الرواية
تُعد قضية السعادة من أبرز القضايا التي تناولتها الرواية، حيث يسعى الراوي إلى توضيح مفهوم السعادة الحقيقي. فالسعادة، بحسب الرواية، لا تكمن في المال أو الثروات الطائلة، ولا في امتلاك الأراضي الواسعة، بل تكمن في حياة بسيطة يسودها التبادل الحقيقي للمحبة والود بين الأفراد، وفي الشعور بالأمان بعيدًا عن هموم الحياة وشرورها.
في الرواية، يكشف السارد عن التحول الذي طرأ على حياتي الشخصيتين الرئيسيتين، "مارغريت" و"مدام دي لاثور"، إذ يتحول حزنهن وبؤسهن إلى سعادة غامرة، بعد أن اكتشفتا معنى الأخوة الحقيقية. وجدت كل منهما الوفاء الذي لم تجده مع عشيقيها، كما عثرتا على ابنين صالحين لم تفسد أخلاقهما، وكانا لهما سندًا في مواجهة تحديات الحياة. إضافة إلى ذلك، كان لهما من حولهما أشخاص طيبون يساعدونهما في بناء حياتهما الجديدة في الجزيرة بعيدًا عن الأهل، مثل العبدين اللذين كانا في خدمتهما، والشيخ الذي كان جارًا لهما ويمد يد العون في أوقات الحاجة. بذلك، تقدم الرواية رؤية نقدية لعلاقة السعادة بالماديات، وتؤكد أن السعادة الحقيقية تتحقق في العلاقات الإنسانية الطيبة والعيش في بيئة يسودها الوفاء والمحبة.

## اقتباسات من الرواية
- “أستطيع أن أقول لك يا بنيّ إنّ السّعادة ينبوع يتفجّر من القلب، لا غيث يهطل من السّماء، وأنّ النّفس الكريمة الرّاضية البريئة من أدران الرّذائل وأقذارها، ومطامع الحياة وشهواتها، سعيدة حيثما حلّت. [...] فمن أراد السّعادة فلا يسأل عنها المال والنّسب، وبين الفضّة والذّهب، والقصور والبساتين، والأرواح والرّياحين، بل يسأل عنها نفسه الّتي بين جنبيه فهي ينبوع سعادته وهنائه إن شاء، ومصدر شقائه وبلائه إن أراد”.

- “الناس لا يستطيعون أن يفهموا السعادة من الطريق الذي ألفوه و اعتادوه فهم لا يصدقون أن قوماً فقراء متقشفين يعيشون في أرضٍ قفرةٍ جرداء منقطعة عن العالم بأجمعه قد استطاعوا أن يكونوا سعداء من طريقة الفضيلة و البساطة”.

- “الغيبة رسول الشـرِّ بين البشر”.
- “إن خبز الأشرار يملأ الفم حصى”.
- “أن من لا خير فيه لماضيه فلا خير فيه لحاضره ومستقبله”.
- “يا بني إنني قد عاشرت الوحوش الضارية... وخبرت أخلاقها وطباعها... فلا تطمع في أكثر من كفاف عيشها... حيث أصبحت أعتقد أن الإنسان أضرى منها وأشرس”.
- “خيرا للمرء أن يعيش فقيرا مؤملا كل شئ، من أن يعيش غنيا خائفا من كل شئ”.
- “القوي لا يمنح الضعيف ودّه ومحبته إلا ليبتاع منه ماء وجهه وكرامة نفسه، ولا يبذل له القليل من بره ومعروفه إلا ليستعبده و يستأسره ويملك عليه زمام حياته”.
- “يعجبني من الفَتَى الشجاعة والإقدام، ومن الفتاة الأدبُ والحياءُ؛ لأن شجاعة الفتى مِلاكُ أخلاقه كلها، ولأن حياء الفتاة جمالها الذي لا جمال لها سواه”.[9]

## الانتقادات والشهرة
تنتقد رواية برناردين دو سانت-بيير تقسيمات الطبقات الاجتماعية في المجتمع الفرنسي خلال القرن الثامن عشر. في الرواية، يُصوّر الكاتب جزيرة موريشيوس كمثال على المساواة الاجتماعية، حيث يتقاسم السكان المحليون ممتلكاتهم، ويملكون مساحات متساوية من الأرض، ويعملون جميعًا في زراعتها. يعيش السكان في تناغم تام، بعيدًا عن العنف أو الاضطرابات. هذه الصورة تعكس أفكار المؤلف المتأثرة بالفكر التنويري، خصوصًا أفكار الفيلسوف جان جاك روسو، الذي دعا إلى المساواة والحرية.
على الرغم من أن بول وفيرجيني يملكان عبيدًا، إلا أن الرواية تُظهر تقديرهما لعملهم، حيث يعاملونهما بشكل أفضل من كثير من أصحاب العبيد الآخرين في الرواية. وحينما يتم إساءة معاملة العبيد من قبل بعض مالكيهم، كانوا يتصدون لهم ويواجهونهم. هذا الموقف يعكس دعوة المؤلف إلى تحرير العبيد ورفض العبودية.
تعرض الرواية أيضًا رؤية تنويرية للدين، حيث يُصوّر الله أو "العناية الإلهية" على أنه مصمم لعالم متناغم ومريح للبشر. يعيش بول وفيرجيني في انسجام مع الطبيعة، ويعتمدون على مواردها دون تدخل التكنولوجيا أو الأدوات البشرية. على سبيل المثال، يعتمدون على ظلال الأشجار لمعرفة الوقت، مما يعكس حياتهم البسيطة والبعيدة عن التعقيدات. وقد لفت أحد النقاد الانتباه إلى إعجاب سانت-بيير بالفكرة التي تظهر في الرواية حول "البحث عن سعادة الإنسان الأرضية"، مؤكدًا أن الأرض قد صُممت من أجل راحة البشر وسعادتهم.
الرواية نالت شهرة كبيرة، إذ كتب توماس كارلايل في كتابه الثورة الفرنسية: أن الرواية تُظهر "أنين عالم يحتضر"، حيث تصوّر الطبيعة الصحية في صراع ضد الفن المريض. أما ألكسندر فون هومبولت، فقد أحب الرواية منذ شبابه وذكرها خلال رحلته إلى أمريكا. تأثير الرواية كان قويًا لدرجة أنه في عام 1920، خلال مؤتمر فرساي للسلام، عنونت نيويورك تايمز تغطيتها بالقول: "إقليم عاطفي: جزيرة موريشيوس، مسرح بول وفيرجيني، تسعى للعودة إلى السيطرة الفرنسية".

## وصلات خارجية
- رواية الفضيلة على موقع الموسوعة البريطانية (الإنجليزية)